# 2,4-Diiodphenol
2,4-Diiodphenol ist eine chemische Verbindung, die sowohl zu den Phenolen als auch zu den Halogenaromaten zählt.

## Darstellung
2,4-Diiodphenol kann aus 2-Iodphenol durch Reaktion mit Natriumhypochlorit und Natriumiodid hergestellt werden.
Ein anderer Syntheseweg geht vom 2,4,6-Triiodphenol aus, das mit Zink in Essigsäure zum 2,4-Diiodphenol umgesetzt wird.
Ferner ist die Synthese aus 4-Iodphenol und Schwefelsäure möglich.

## Derivate
Veresterung mit Essigsäureanhydrid liefert das Acetat, das bei 70–71 °C schmilzt (CAS-Nummer: 36914-80-4).
Der Methylether kann durch Methylierung mit Dimethylsulfat hergestellt werden und ist auch unter dem Trivialnamen 2,4-Diiodanisol (CAS-Nummer: 28896-47-1) bekannt. Sein Schmelzpunkt liegt bei 68 °C.
Bromierung mit Brom in Essigsäure liefert 2-Brom-4,6-diiodphenol (CAS-Nummer: 89466-01-3), dessen Schmelzpunkt bei 125–127 °C liegt.